# Lachtal
Lachtal (en allemand: la vallée du rire) est une station de ski de taille moyenne, située près de Schönberg-Lachtal dans le sud-ouest du Land de Styrie en Autriche.
Le domaine skiable de la station - qui aime se présenter comme "l'Arlberg de Styrie" - est l'un des plus élevés de Styrie. Il est composé de pistes particulièrement larges adaptées aux skieurs de niveau débutant à intermédiaire - il est à noter que la cotation des pistes tend à surestimer le niveau de difficulté technique. Bien que situé en majorité au-delà de la limite de la forêt, la douceur des pentes en fait un domaine relativement protégé du risque d'avalanches. L'ouverture des deux remontées mécaniques desservant le sommet dépend de l'intensité du vent, particulièrement fréquent et fort. Le vent chasse la neige en de nombreux endroits, ce qui limite partiellement les possibilités de ski hors-pistes.
Le domaine culmine au mont Hoher Zinken (2 222 m). Il est desservi par une pléthore de petits téléskis offrant un confort limité, ainsi que par un télésiège 6 places débrayable. Des projets de renforcement de l'infrastructure sont prévus pour 2010. Ils incluent notamment la construction d'un télésiège 6 places sur le versant ouest Tanzstatt, le remplacement du téléski sommital Zinkenlift ainsi que l'agrandissement du domaine, pour près de 7 millions d'euros d'investissements.
Le Tauernwindpark a été construit en 1999 sur les hauteurs du domaine. Ce parc d'éoliennes est, en 2009, probablement le plus élevé d'Europe.
Lachtal est membre des regroupements de stations de ski Steiermark Joker et Murtaler Skiberge.